# 松下研三
松下 研三 (まつした けんぞう) は、高木彬光の推理小説『神津恭介シリーズ』の登場人物。探偵作家。第二次世界大戦で従軍を経た後、「刺青殺人事件」に遭遇し、一高時代からの友人、神津恭介と再会。その後、名探偵神津の友人として、語り手として彼の活躍を綴る伝記作家の地位についた。もっとも、松下一人称の作品は初期の十数作であり、ほとんどの作品は彼を三人称で記述している。

## 人物
基本的に御人好しで、好人物である。神津恭介とは別の面での高木彬光の分身といえる人物である。
1946年（昭和21年）8月の『刺青殺人事件』の際に29歳とあり、後述するように恭介より2年年長なので、1918年（大正7年）生まれである。
神津恭介と出会ったのは、1937年（昭和12年）の第一高等学校理乙に入学し、南寮16号室での自己紹介であり、当初は彼の仕草を中学生の出来損ないのようにしか感じていなかったが、その独特の微笑みに魅力を感じ、クラスも同じだったこともあり、友人になった。
滑り止めに受験した北海道大学の予科が不合格で、一高の試験をまぐれ当りで合格した、という運の持ち主である。その後は伝統的な一高生の生活を送った、と語っている。愛称はウルトラスーパーで、これは彼が大食漢であるところから命名された。
一高2年生の時に落第し、飛び級で入学したため彼より2年年少の神津を先輩と呼ぶようになる。
東京帝国大学医学部に恭介と前後して進学し、福原保と知り合う。
第二次世界大戦の際にフィリピンから復員したのち、兄の松下英一郎捜査一課長の縁故で、警視庁の鑑識課に就職するつもりでいたが、欠員がないため、東大の法医学教室で基礎医学の研究をしていた時に中学時代の友人、最上久に再会し、野村絹枝と出会うことで「刺青殺人事件」に巻き込まれ、戦時中に北京で別れてから4年ぶりに再会した恭介に事件の解決を依頼する。
その後は恭介のワトスン役としての自分の存在をブローカーのようなものだとも自嘲するが、伝記作者がいなければ英雄の所業も公開されぬままだと励まされ、馬の脚である自身の役割の大切さを自覚するようになった。
復員直後、躁鬱病に悩まされていたが、時とともにそのような描写はなくなっていった。恭介曰く、漬物が苦手で、沢庵漬けが毛虫のように嫌いであるとのこと。そのため、黄色いものを見ただけで吐き出したくなるらしい。
事件の関係者に好意をもつことが多く、『紫の恐怖』・『薔薇の刺青』などではそれが原因で、命の危険に晒されたこともある。
独身時代の住居は三軒茶屋の繁華街から4、5丁いったところにあり、玄関2畳、書斎兼寝室兼客間兼食堂6畳、将来結婚した際の夫人用の部屋4畳半、台所と便所といった間取りであった。のちに滋子夫人と結婚する。
神津恭介同様、将棋の指導を青柳八段から受けているが、同じ青柳八段の弟子筋の指導を受けている素人初段の「私」（高木彬光）が飛車と角を落とした段階で連戦連敗という実力である。このことが日本将棋連盟で起こった、とある珍騒動を解決するのに役立っている。
上述のように、神津恭介におけるジョン・H・ワトスンの役割を果たしているキャラクターであるが、彼の一人称による記述は意外に少なく、三人称で描かれる場合が多い。神津恭介シリーズのほとんどの作品に顔を出しているが、神津シリーズの中には東洋新聞社の記者、真鍋雄吉がワトスン役をつとめる作品も存在し、恭介のみが活躍する作品もあるため、レギュラーメンバーではないが、それに近い存在である。
一作だけ、神津恭介とは関係なしに、主役を張っている作品が存在する（『青チンさん』）。
なお、墨野隴人シリーズでの登場時は、上松三男と名乗っている。

## 演じた俳優たち

### 映画
- 木村功 - 『わが一高時代の犯罪』
- 沼田曜一 -『刺青殺人事件』

### テレビドラマ
- 大和田獏・太川陽介（第11作のみ） -『探偵・神津恭介の殺人推理』テレビ朝日 1983年 -1992年
- 藤井隆 -『名探偵 神津恭介』フジテレビ 2014年